# Yall
Yall – hiszpańska grupa muzyczna i agencja reklamowa pochodząca z Barcelony. Zyskała popularność na przełomie 2015 i 2016 dzięki utworowi „Hundred Miles”.

## Historia
Grupa została założona w 2008 roku przez marketingowców Alberta Pedrero i Davida Turovera oraz Dj–ów Joana Salę i Davida Borràsa. Słowo „y’all” w potocznej mowie amerykańskiej odmiany języka angielskiego oznacza „wy wszyscy”. Współpracowali dotąd z takimi markami, jak Adidas, Ray-Ban, Mercedes-Benz i Pull&Bear. Stworzyli ścieżkę dźwiękową do komedii Kiki, el amor se hace w reżyserii Paco Leóna.
W maju 2014 wydali swój pierwszy singel pt. „Play On Repeat”. W nagraniu gościnnie wystąpił rosyjski muzyk Decl.
W październiku 2015 roku grupa Yall na potrzeby hiszpańskiej marki modowej Desigual wydała drugi singel zatytułowany „Hundred Miles”. W utworze gościnnie zaśpiewała Gabriella Richardson. „Hundred Miles” dotarł na szczyty list przebojów we Francji, Walonii i Hiszpanii, gdzie zyskał status złotej płyty. Niedługo później zespół opuścił David „Heren” Borràs, aby skupić się na karierze solowej.

## Dyskografia

### Single
| 2014                                                    | „Play On Repeat” (gościnnie Decl)                | – | –  | –  | – | – | –  | –  | –  |                    |
| 2015                                                    | „Hundred Miles” (gościnnie Gabriella Richardson) | 7 | 28 | 16 | 1 | 2 | 23 | 44 | 13 | - ESP: Złota płyta |
| „–” oznacza, że album nie był notowany na danej liście. |                                                  |   |    |    |   |   |    |    |    |                    |

### Remiksy
2012
- The Sexinvaders – „Metropolis”
- Fuel Fandango – „Uh Uh”

2013
- Kostrok – „Right Now”